# Marcin Bawiec
Marcin Bawiec (ur. 21 października 1981 w Jodłowej) – polski artysta fotograf, uhonorowany tytułem Artiste FIAP (AFIAP) oraz tytułem Excellence FIAP (EFIAP). Członek Wojnickiego Towarzystwa Fotograficznego Fotum. Oficer łącznikowy PSA (Photographic Society of America) w Polsce.

## Życiorys
Marcin Bawiec mieszka i pracuje w Tarnowie, jest absolwentem Liceum Ogólnokształcącego w Jodłowej. Pasję fotografowania łączy z zamiłowaniem do podróży – odwiedził wiele krajów na świecie (m.in. Maderę, Filipiny, Azory, Toskanię, Niemcy, Portugalię, Zjednoczone Emiraty Arabskie, Hiszpanię, Włochy). Z każdej podróży sporządza dokumentację fotograficzną (odległych miejsc, krajobrazów i ludzi), którą następnie prezentuje na licznych wystawach, spotkaniach, pokazach multimedialnych. Jest członkiem Wojnickiego Towarzystwa Fotograficznego Fotum, w którym obecnie pełni funkcję członka Komisji Rewizyjnej.
Marcin Bawiec jest autorem i współautorem wielu wystaw fotograficznych; indywidualnych, zbiorowych, poplenerowych, pokonkursowych. Brał aktywny udział w Międzynarodowych Salonach Fotograficznych, organizowanych (m.in.) pod patronatem FIAP, zdobywając wiele akceptacji, medali, nagród, wyróżnień, dyplomów, listów gratulacyjnych. Pokłosiem udziału w Międzynarodowych Salonach Fotograficznych (pod patronatem FIAP) było przyznanie mu (w 2017 roku) tytułu honorowego Artiste FIAP (AFIAP) oraz (w 2018 roku) tytułu Excellence FIAP (EFIAP) – przez Międzynarodową Federację Sztuki Fotograficznej FIAP (z siedzibą w Luksemburgu).
W 2018 został oficerem łącznikowym PSA (Photographic Society of America) w Polsce. W 2019 uzyskał tytuł Artist(A.CPE) w Rumunii. W latach 2018–2019 był jurorem Międzynarodowego Konkursu Fotograficznego im. Jana Sunderlanda „Krajobraz górski” w Nowym Targu. W 2020 został uhonorowany tytułem fotograficznym Genius APS (G.APS) – tytułem przyznanym przez Agile Photographic Society w Bangladeszu.

## Wystawy indywidualne
- Magia górskiej przestrzeni – Jasło 2023[21]
- To co niewidzialne dla oczu – Jasło 2023[22]
- Kronika Podróży – Jodłowa 2017[23]
- Inne Światy – Tarnów 2020[24]
- Inne Światy II – Tarnów 2021[25][26]
- n.p.m. – Tarnów 2022[27][28]
- n.p.m. – Galeria WDK (Rzeszów 2023)[29]
- La montagne vous rencontre – Champery (Szwajcaria 2025)[30]

## Nagrody
- Srebrny Medal PSA[31]
- Złoty medal FIAP[32]
- Złoty Medal FIAP[33]
- Brązowy Medal Fotoklubu RP[34]
- Srebrny Medal FIAP[35]
- Brązowy Medal IAAP[36]
- Złoty Medal PSA[37]
- Brązowy Medal GPU[38]
- Brązowy Medal PSS[39]
- Złoty Medal FIAP[39]
- Złoty Medal FIAP[39]
- Złoty Medal Krajowej Unii Artystów Fotografii Ukrainy[39]
- Brązowy Medal FIAP[40]
- Honorable Mention IPA[41]
- Honorable Mention TIFA[42]
- Honorable Mention IPA[43]
- Honorable Mention – Monochrome Photography Awards 2020 (Architecture)[44]
- Honorable Mention – MonoVisions Black and White Photography Awards (Architecture)[45]
- Grand Prix XXII Biennale Fotografii Górskiej[46]
- Złoty Medal IAAP[47]
- Srebrny Medal PSA[48]
- Victory P.W. Brązowy Medal[49]
- Gradac PGI Brązowy Medal[50]
- Najlepszy autor FIAP (Międzynarodowy Salon Fotografii „Tylko Jedno Zdjęcie" 2023)[51]
- Złoty Medal FIAP (Międzynarodowy Salon Fotografii „Tylko Jedno Zdjęcie" 2023)[51]
- Pierwsze miejsce w 23 Biennale Fotografii Górskiej Biennale Fotografii Górskiej[52]